# Uvaria brevistipitata
Uvaria brevistipitata este o specie de plante angiosperme din genul Uvaria, familia Annonaceae, descrisă de De Wild.. Conform Catalogue of Life specia Uvaria brevistipitata nu are subspecii cunoscute.